# Volkel

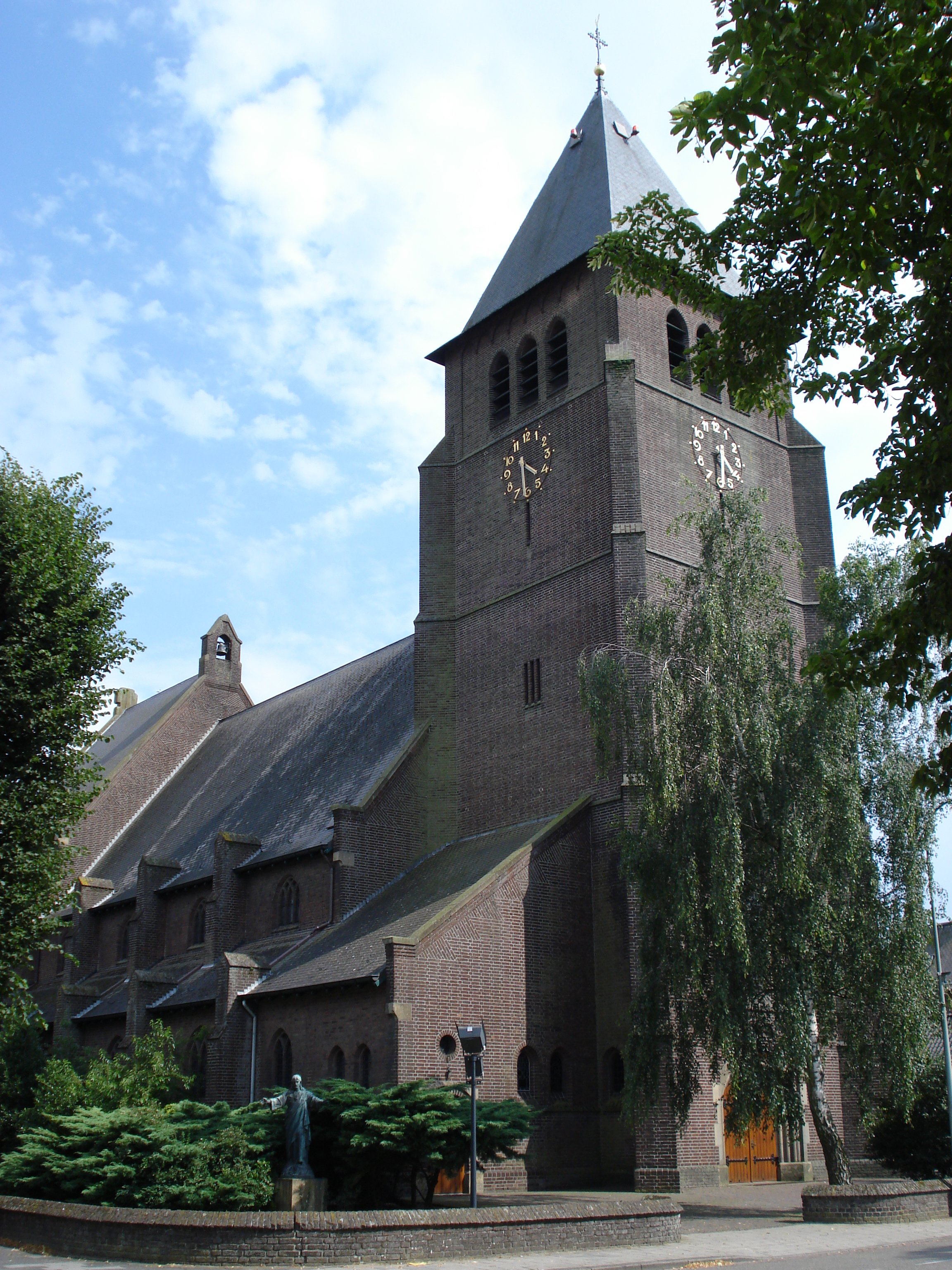
Tour de l'église Saint-Antoine

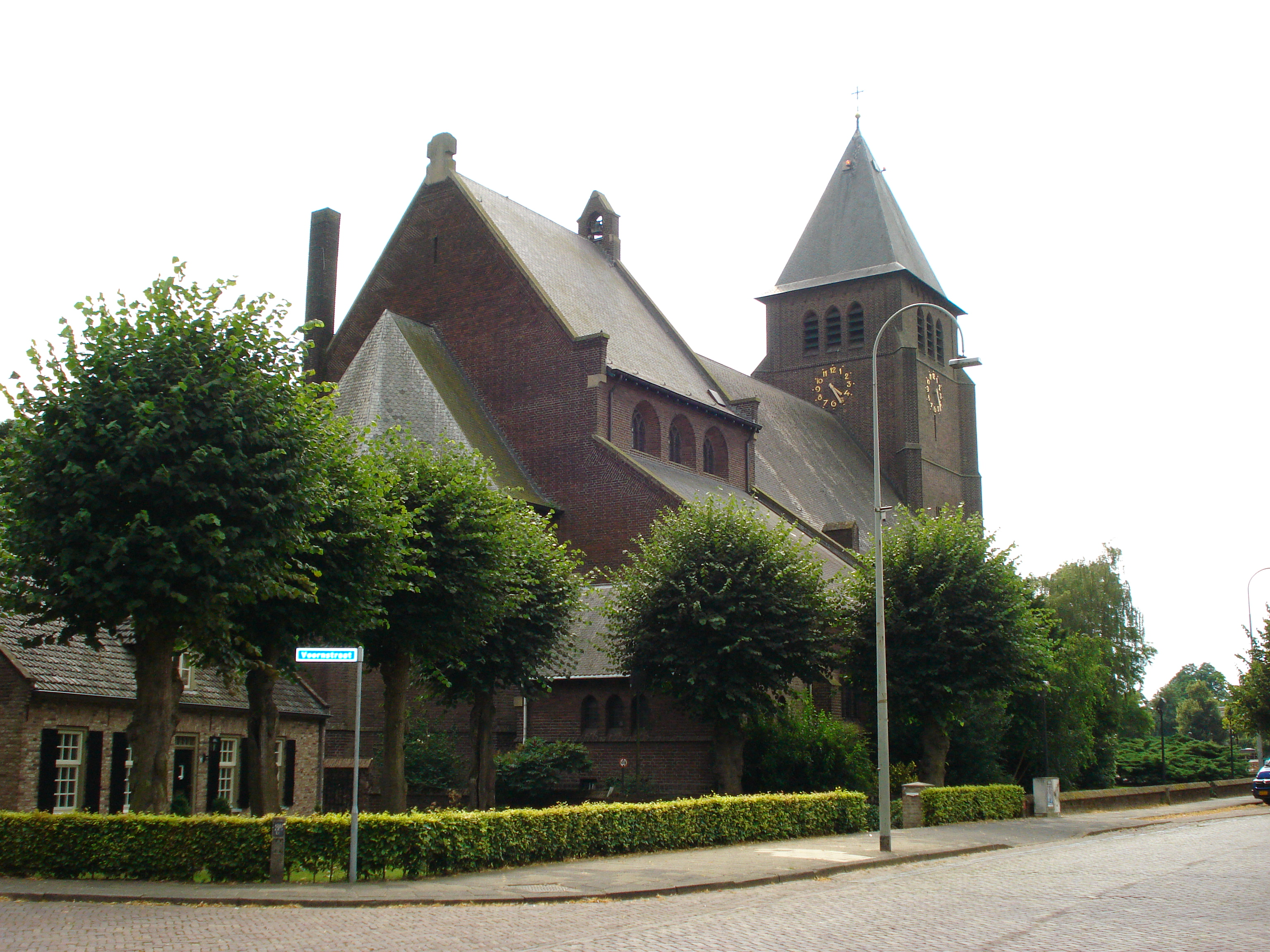
Église Saint-Antoine le Grand, 1939

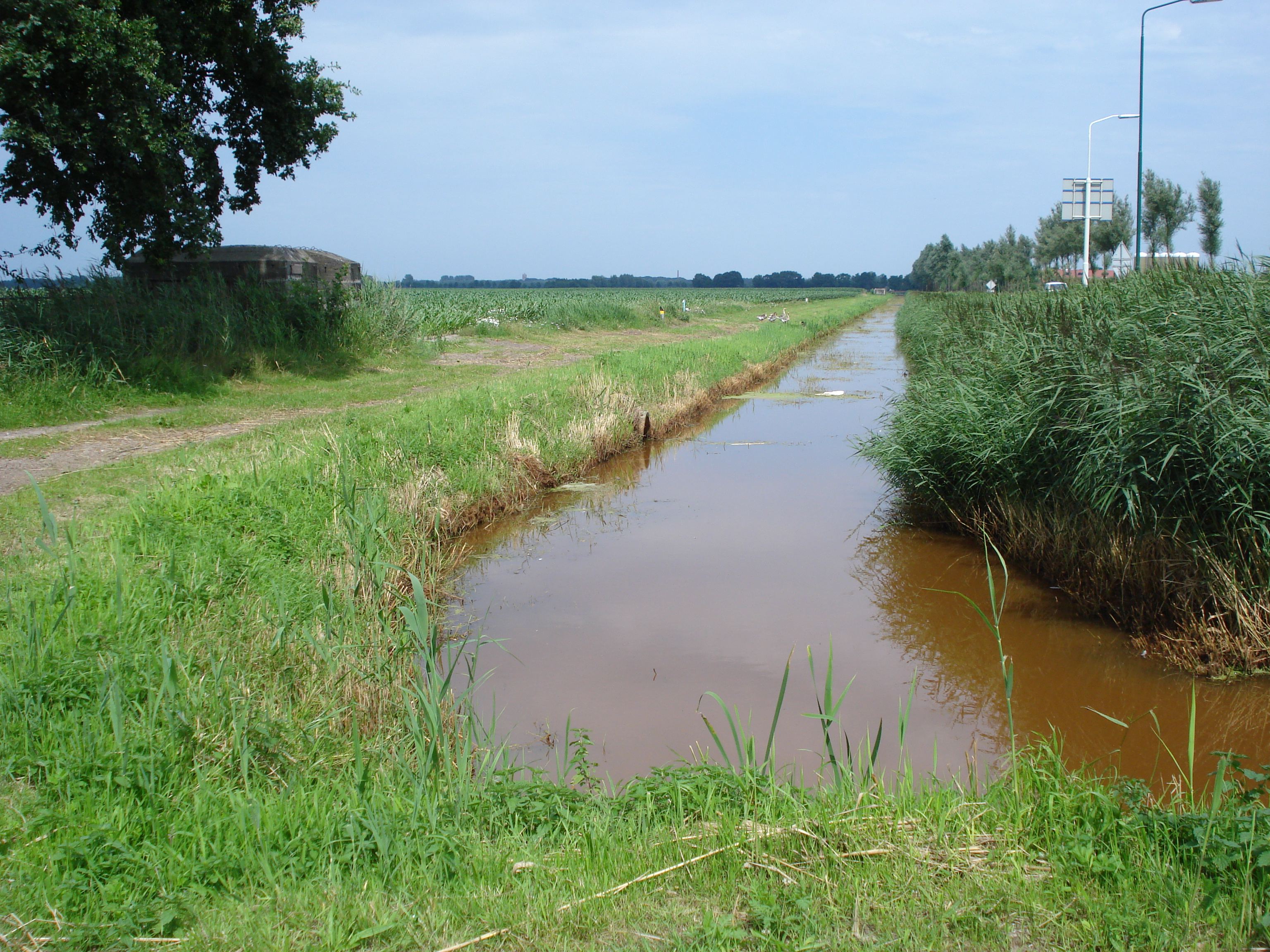
watringue dans le Peel

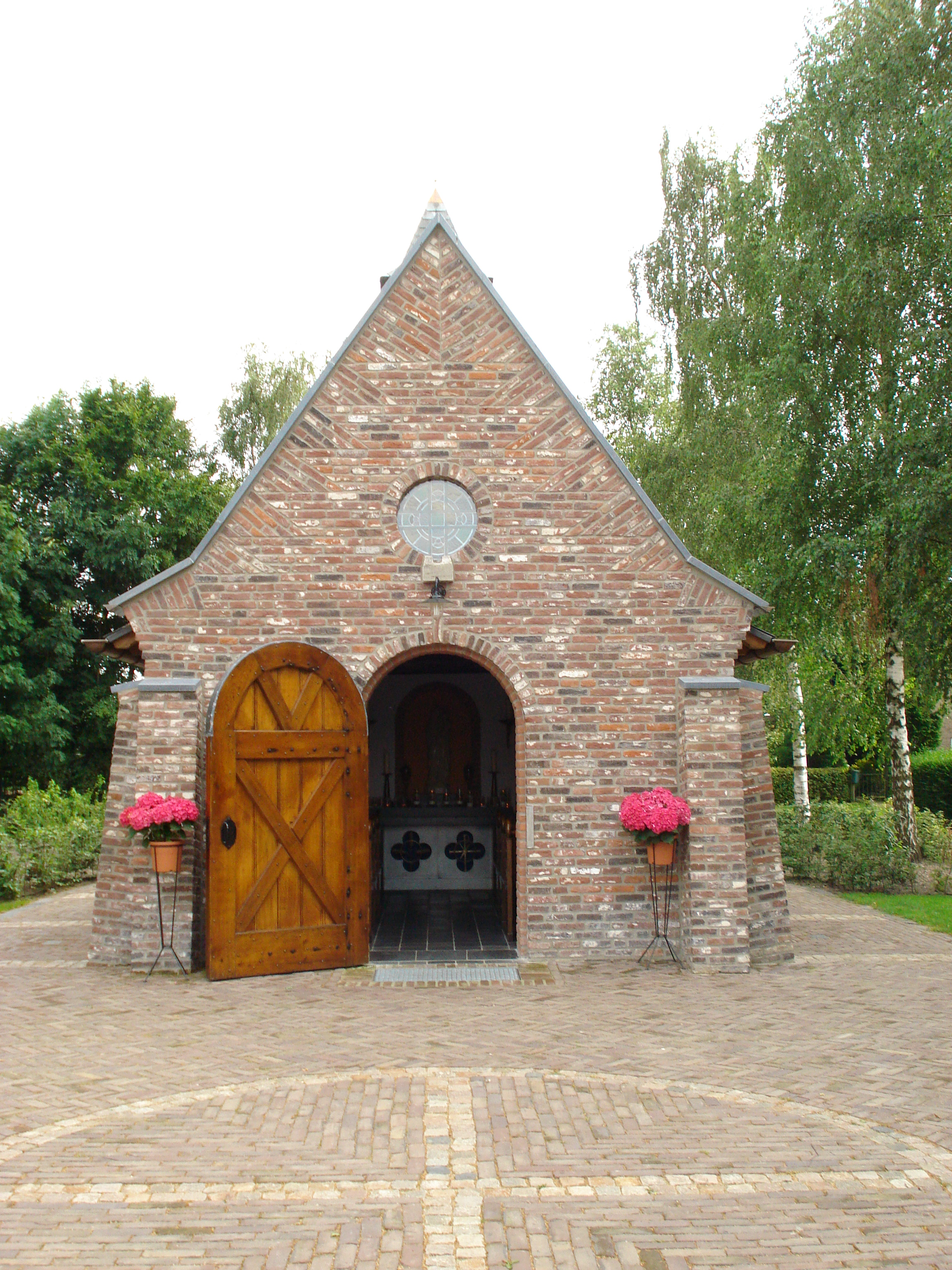
La chapelle reconstruite

Volkel est un village de la commune  d'Uden dans la province néerlandaise du  Brabant-Septentrional. Le village, situé au nord de la région marécageuse du Peel, est surtout connu pour la Base aérienne Volkel-Uden. Le village compte 3 591 habitants au 1er janvier 2007.

## Le village de Volkel
La plus ancienne mention de Volkel est dans un acte de 1314 par lequel Rutger van Herpen, Seigneur d'Uden, Boekel et Zeeland vend des terres communes aux habitants de Volkel et de Boekel.  
En 1449, un habitant lègue du seigle pour la fondation d'une chapelle, qui est érigée en 1455 sur l'emplacement de l'actuelle église. La chapelle est consacrée à saint Antoine et sainte Barbe et érigée en rectorat sous la paroisse d'Uden. Le 27 octobre 1635, des troupes croates errantes mettent la chapelle à sac. Reconstruite, elle est pillée un siècle plus tard, en 1739. En 1835-1836 on remplace la nef par une plus grande, tout en conservant l'abside médiévale. Ce n'est qu'en 1885 que le rectorat est érigé en paroisse indépendante. En 1881-1882 l'ancienne chapelle-église est remplacé par une nouvelle église qui à son tour devient trop petite et fait place à l'église actuelle, construite en 1939 selon les plans de l'architecte J. van Halteren et consacrée le 24 octobre 1939 sous le vocable de aaint Antoine le Grand.    
Pendant la Seconde Guerre mondiale, les occupants allemands s'emparent des deux cloches pour les refondre. En 1947 on installe deux nouvelles cloches provenant de la fameuse fonderie de cloches à Aarle-Rixtel.   
Le village au bord des tourbières du Peel n'avait peu de possibilités de développement. Dans les parages ne s'installent que quelques fermes isolées et il faut attendre les années 1920 pour qu'une colonie de tourbiers soit fondé à peu de distance: Terraveen, renommé plus tard Odiliapeel. 
La structure originelle du village agricole au milieu des champs est assez bien conservée. On érige en 1960 seulement à l'ouest du village un nouveau quartier et autour de la place centrale on aménage des bâtiments publics : bibliothèque, salle de sports, écoles, centre de soins, centre de jeunes et centre de musique. Au sud du village se trouve un centre de vacances familiales, BillyBird Park Hemelrijk. 
Les paroisses de Volkel, Zeeland et Odiliapeel forment depuis quelques années l'Unité Pastorale Odiliapeel-Volkel-Zeeland. 
Sur l'initiative des habitants, on a construit à l'entrée du village une copie de la chapelle d'avant 1635, inaugurée en 2007.

## Base aériennede Volkel
En 1940, au début de la Seconde Guerre mondiale les occupants allemands installent à Volkel un Nachtlandeplatz, halte de nuit pour des avions de chasse. C'est un lieu stratégique au sud des grands fleuves qui traversent les Pays-Bas, puisque les bombardiers des alliés s'orientent la nuit au-dessus les Pays-Bas obscurcis par  le couvre-feu sur ces grands fleuves pour se diriger vers la région de la Ruhr en Allemagne. Les occupants allemands y construisent une piste d'atterrissage pavée de briques. 
Après la guerre cette Fliegerhorst sera le noyau à partir duquel se forme la base aérienne de Volkel, qui est le moteur du développement de Volkel et même pour Uden, chef-lieu de la commune. En 1949 on y installe un centre de formation pour le corps aérien des mariniers néerlandais qui utilisent la piste d'atterrissage pour les exercices de décollage et d'atterrissage. En 1950 la base est transmise à l'armée royale de l'air qui l'agrandit. Une part de la base est mise à disposition de l'armée américaine.   
Pendant les années 1980 Volkel est le lieu de fréquentes manifestations anti-nucléaires, à la suite de soupçons que les Américains auraient installé secrètement des armes nucléaires sur la base.   
La base de Volkel organise une fois par trois ans une journée portes ouvertes avec démonstrations de vol. Le village de Volkel organise chaque année une grande fête avec des démonstrations de vol, nommée « Volkel in de wolken » ((fr): Volkel dans les nuages).

## Usage civil de la base aérienne
Il y a des tentatives de donner à la base aérienne un usage mixte, militaire et civil, comme aéroport régional Uden Airport. Le nom a déjà été changé en Base aérienne Volkel-Uden et c'est déjà la base des hélicoptères de l'équipe mobile médicale civile régionale en coopération avec l'hôpital universitaire de l'Université Radboud de Nimègue.

## Sources
- (nl) Uden.nl site officiel de la commune d'Uden
- (nl) Volkel sur  le site du Meertens instituut
- (nl) vliegbasis Volkel
- (nl) Volkel in de Wolken